# Enchentes e deslizamentos no Sul do Brasil em 2022
As inundações e deslizamentos no Sul do Brasil em 2022 foram causadas por fortes chuvas que atingiram os estados de Santa Catarina, Rio Grande do Sul e Paraná. Os volumes de precipitação superaram a media histórica mensal em várias cidades gaúchas e catarinenses em apenas dois dias. 

## Causas
Um ciclone extratropical posicionado de forma atípica na costa da região foi o responsável pelos eventos meteorológicos extremos. Segundo institutos de meteorologia, a baixa pressão foi detectada mais ao norte do que se costuma ficar, mesmo com a formação deste tipo de sistema ocorrendo todos os anos. 

## Estragos

### Rio Grande do Sul
Em Torres, a prefeitura decidiu fechar todas as escolas por conta das tempestades.  Os volumes de precipitação em areas do nordeste gaúcho superaram a média histórica mensal. Só na cidade de Vacaria, foram registrados ao menos 230 milímetros.  Um oficial do Exército morreu atingido por um raio em Quaraí. 

### Santa Catarina
O estado foi o mais afetado pelas fortes chuvas por conta da posição do sistema frontal, exatamente formado na costa. As chuvas provocaram deslizamentos de terra. Mais de 90 municípios foram atingidos, ficando em estado de emergência e ao menos 2 pessoas morreram no estado afogadas dentro de um automóvel. Os rios Itajaí-Açú e Itajaí-Mirim transbordaram, inundando diversas casas.  Quatro crianças e duas professoras foram resgatadas dentro de uma pré-escola depois de o local ser atingido pelas inundações. 